# Гороховский, Александр Григорьевич
Александр Григорьевич Гороховский (род. 2 июня 1956, Свердловск, СССР) — российский учёный, доктор технических наук, профессор, автор теории тепломассообмена при конвективной сушке пиломатериалов в камерах периодического и непрерывного действия.

## Биография
Родился в семье служащих.
В 1973—1978 годах обучался на факультете механической технологии древесины Уральского лесотехнического института по специальности «Автоматизация производственных процессов деревообработки»; активно занимался научными исследованиями на кафедре «Автоматизация производственных процессов». В течение всего периода обучения в институте учился на «отлично», был Ленинским стипендиатом, председателем студенческого научного общества факультета.
С 1978 года обучался в целевой аспирантуре Ленинградской лесотехнической академии, участвовал в разработке и изготовлении уникального оборудования для склеивания спецпродукции на Шумерлинском заводе автофургонов.
С 1982, после защиты кандидатской диссертации, работал на кафедре механической обработки древесины Уральского лесотехнического института — ассистентом, затем доцентом, заведующим кафедрой. Учёное звание доцента присвоено в 1989 году.
С 2000 года — генеральный директор ОАО «Уральский научно-исследовательский институт переработки древесины» (недоступная ссылка).
В 2000—2004 годах — научный руководитель направления в рамках Федеральной целевой научно-технической программы «Комплексное использование древесины и древесного сырья», член научно-технического Совета программы. Результаты выполненных НИОКР внедрены на предприятиях Уральского региона (АО «ВСМПО-АВИСМА», ОАО «Эверлес» и др.); создано новое научное направление «Энергосберегающие технологии сушки древесины», в рамках которого защищены 4 кандидатские и 1 докторская диссертация.
С 2001 года — член-корреспондент Международной академии наук по экологии и безопасности жизнедеятельности (МАНЭБ).

## Научная деятельность
Руководил научными исследованиями, связанными с нормированием расхода сырья, производством ЛУДП и карандашей, переработкой отходов фанерного производства, разработкой оборудования для фотоотверждения полиэфирных лаков, проблемами огнезащиты деревянных конструкций и современными технологиями сушки пиломатериалов.
Автор более 70 научных трудов, в том числе двух монографий, 9 патентов, 3 учебных пособий.
В 2008 году в Санкт-Петербургской государственной лесотехнической академии защитил диссертацию доктора технических наук на тему: «Технология сушки пиломатериалов на основе моделирования и оптимизации процессов тепломассопереноса в древесине».
В 2011 г. представлен к учёному званию «профессор».
Внёс существенный вклад в развитие теории сушки (методика анализа процессов естественной циркуляции воздуха в камерах на основе теории турбулентных струй, мониторинг потенциалов влагопереноса на границе раздела фаз «коллоидное капиллярно-пористое тело — воздушная среда»). Автор оригинальных работ по компьютерному моделированию процессов тепломассообмена при конвективной сушке пиломатериалов в камерах периодического и непрерывного действия, анализу кинетики влагоудаления и динамики внутренних напряжений в древесине, теории энергосберегающих процессов сушки и др. Подготовил более 100 инженеров, 2 магистров, 2 кандидатов технических наук, научный консультант двух кандидатов наук.

### Избранные труды
1. Агапов В. П., Гороховский А. Г. Устройство для сушки пиломатериала // Патент на полезную модель № 37815. Дата регистр.: 10.05.2004. Бюл. № 13.
2. Агапов В. П., Гороховский А. Г. Устройство для сушки пиломатериала // Патент на полезную модель № 39527. Дата регистр.: 10.08.2004. Бюл. № 22.
3. Агапов В. П., Гороховский А. Г. Устройство для сушки пиломатериалов // Патент на полезную модель № 39938. Дата регистр.: 20.08.2004. Бюл. № 23.
4. Агапов В. П., Гороховский А. Г. Устройство для сушки пиломатериалов // Патент на полезную модель № 42296. Дата регистр.: 27.11.2004. Бюл. № 47.
5. Гороховский А. Г. Анализ процессов сушки на основе усовершенствованного метода решения системы дифференциальных уравнений в частных производных тепломассообмена // Изв. СПбЛТА. — Вып. 180. — СПб., 2005. — С. 208—215.
6. Гороховский А. Г. Исследование влияния разброса влажности сухих пиломатериалов на качество продукции деревообработки // Деревообрабатывающая промышленность. — 2007. — № 4. — С. 16 — 18.
7. Гороховский А. Г. Оригинальна и очень эффективна: энергосберегающая технология камерной сушки древесины, ч. 1 // Лесной Урал. — Екатеринбург, 2005. — № 4.
8. Гороховский А. Г. Повышение эффективности управления процессом сушки пиломатериалов. — Екатеринбург: УГЛТУ, 2007. — 128 с.
9. Гороховский А. Г. Современное направление в научно-исследовательской и опытно-конструкторской работе по снижению расхода энергоносителей в лесосушильном хозяйстве // III международный форум «Лесопромышленный комплекс России в XXI веке»: тез. докл. конф. «Оборудование и модернизация лесопильных и деревообрабатывающих производств». — СПб, 2001.
10. Гороховский А. Г. Технология сушки пиломатериалов на основе моделирования и оптимизации процессов тепломассопереноса в древесине: Автореф. дис. … д-ра техн. наук. — СПб., 2008. — 38 с. (недоступная ссылка)
11. Гороховский А. Г. Энергосберегающая технология камерной сушки пиломатериалов // Изв. СПбЛТА. — Вып. 173. — СПб., 2005. — С. 117—122.
12. Гороховский А. Г., Агапов В. П., Шишкина Е. Е., Гороховский А. А. Оригинальна и очень эффективна: энергосберегающая технология камерной сушки древесины, ч. 2 // Лесной Урал. — Екатеринбург, 2005. — № 5.
13. Гороховский А. Г., Мялицын А. В. Сушка экспортных пиломатериалов в проходных камерах туннельного типа // Деревообработка: технологии, оборудование, менеджмент XXI века / Междунар. евразийский симпоз., 2-й: Тр. — Екатеринбург, 2007.
14. Гороховский А. Г., Пузанов С. А. Устройство для сортировки шпона. А.с. № 1632920. Мкл. Б 65 47/71. Б. И. № 43, 1991.
15. Гороховский А. Г., Удачина О. А., Шишкина Е. Е. Начальный прогрев штабеля при сушке пиломатериалов без искусственного увлажнения обрабатывающей среды // Деревообрабатывающая промышленность. — 2005. — № 6. — С. 13 — 15.
16. Гороховский А. Г., Удачина О. А., Шишкина Е. Е. О начальном прогреве штабеля при сушке пиломатериалов без искусственного увлажнения обрабатывающей среды // Актуальные проблемы лесного комплекса: Сб. науч. тр. — Брянск, 2006. — № 14.
17. Гороховский А. Г., Ухов А. В. Получение топливных и металлосодержащих брикетов гидравлическим шестеренчатым прессом // Патент на полезную модель № 39534. Дата регистр.: 10.08.2004. Бюл. № 22.
18. Гороховский А. Г., Чамеева Е. В., Обвинцев В. В. Проект цеха по производству черновых мебельных заготовок для условий мебельной фабрики «Авангард» // Вклад ученых и специалистов в развитие химико-лесного комплекса: Тез. докл. областной науч.-техн. конф. — Екатеринбург: УГЛТА, 1995.
19. Гороховский А. Г., Шишкина Е. Е. Анализ динамики процессов сушки древесины с применением вычислительной среды Mathcad — 12 // Деревообрабатывающая промышленность. — 2007. — № 5. — С. 18 — 19.
20. Гороховский А. Г., Шишкина Е. Е. Исследование процессов тепломассообмена при конвективной сушке древесины с применением вычислительной среды MATHCAD-12 // Деревообработка: технологии, оборудование, менеджмент XXI века / Междунар. евразийский симпоз., 2-й: Тр. — Екатеринбург, 2007.
21. Гороховский А. Г., Шишкина Е. Е. Исследование процессов тепломассообмена при конвективной сушке древесины с применением вычислительной среды Mathcad — 12 // Первичная обработка древесины: лесопиление и сушка пиломатериалов. Состояние и перспективы развития. — СПб.: НП «НОЦ МТД», 2008.
22. Гороховский А. Г., Шишкина Е. Е. Лесосушильные камеры с естественной циркуляцией воздуха. — Екатеринбург: УГЛТУ, 2007. — 119 с.
23. Гороховский А. Г., Шишкина Е. Е. О скорости начального прогрева штабеля при сушке пиломатериалов в камерах с естественной циркуляцией агента сушки // Лесной и химический комплексы — проблемы и решения: Матер. Всеросс. науч.-практ. конф. — Красноярск: СибГТУ, 2005.
24. Гороховский А. Г., Шишкина Е. Е. Расчет скорости агента сушки в камерах с естественной циркуляцией // Деревообработка: технологии, оборудование, менеджмент XXI века / Междунар. евразийский симпоз., 2-й: Тр. — Екатеринбург, 2007.
25. Гороховский А. Г., Шишкина Е. Е. Сокращение энергозатрат при конвективной сушке пиломатериалов // Сб. докл. междунар. науч.-техн. интернет-конф. «Лес-2007». — Брянск, 2007.
26. Гороховский А. Г., Шишкина Е. Е. Технология камерной сушки древесины с пониженными энергозатратами // Деревообрабатывающая промышленность. — 2005. — № 4. — С. 9 — 11.
27. Гороховский А. Г., Шишкина Е. Е. Уточнение методики расчета скорости естественной циркуляции агента сушки // Деревообрабатывающая промышленность. — 2007. — № 6. — С. 18 — 19.
28. Гороховский А. Г., Шишкина Е. Е. Энергосбережение в камерной сушке пиломатериалов // Матер. межвузовской науч.-техн. конф. фак-та Механической технологии древесины. — Екатеринбург: УГЛТУ, 2005.

## Семья
Отец — Григорий Фёдорович Гороховский, мать — Екатерина Вячеславовна Гороховская.

Супруга — Ольга Юрьевна Гороховская, сын Александр.

## Награды
- Почётная Грамота Правительства Свердловской области (2006) — за большой вклад в развитие лесопромышленного комплекса Свердловской области.
- Почётная Грамота Губернатора Свердловской области (2008) — за многолетний добросовестный труд, большой вклад в развитие лесопромышленного комплекса Свердловской области.